# Awaji (provincia)

Mappa delle province giapponesi con la provincia di Awaji evidenziata

Awaji (giapponese: 淡路国; -no kuni, precedentemente 淡道) fu una vecchia provincia del Giappone che comprendeva il territorio dell'Isola Awaji, tra l'Honshū e Shikoku. Nel ventunesimo secolo fa parte della prefettura di Hyōgo. Alle volte viene detta  Tanshu (淡州).
Venne fondata nel VII secolo come parte del Nankaido. In Nankaido, la provincia di Awaji si trovava tra la provincia di Kii e quella di Awa. Awaji letteralmente significa "strada per Awa", cioè la strada per la provincia di Awa dalla parte centrale del Giappone. La provincia di Awaji era divisa in due distretti: Tsuna no Kōri la parte settentrionale e Mihara no Kōri la parte meridionale.
Presumibilmente il governo provinciale si trovava nella moderna Minamiawaji, Hyogo ma non sono state trovate reperti archeologici che confermino tale ipotesi.
Questa provincia era una destinazione frequente per gli esiliati politici. L'Imperatore Junnin fu esiliato in Awaji dopo la sua abdicazione e vi rimase fino alla morte.
Nel periodo Edo venne governata dal clan Hachisuka in Tokushima, della provincia di Awa. Con l'abolizione del sistema han, gli abitanti della provincia di Awaji scelsero di unirsi alla prefettura di Hyogo, piuttosto che a quella di Tokushima a causa di conflitti politici tra Tokushima e Awaji.